# Imunodeficijencija
Imunodeficijencija je stanje ljudskog organizma u kojem je imunosni sustav (jedna ili kombinacija neke od njegovih komponenata: stanična imunost, humoralna imunost, sustav komplementa, fagocit) nedostatan ili oslabljen u borbi protiv infekcija. 
Imunodeficijencija može biti stečena ili sekundarna, te primarna ili nasljedna. 

## Primarna imunodeficijencija
Primarne imunodeficijencije su skupina rijetkih bolesti koje su nasljedne, a uzrok je unutar imunosnog sustava. Trenutno se zna za oko 80 vrsta primarnih nasljednih imundeficijencija.
Primarna imunonedostatnost može nastati zbog:
1. nedostatka B-limfocita (X-vezana agamaglobuminemija, nedostatak IgA i IgG, imunonedostatnost s timomom, hipogamaglobuminemija kod djece)
2. nedostatka T-limfocita (kronična mukokutana kandidijaza, nedostatak NK ćelija, idiopatska CD4 limfocitopenija). U slučajevima kada nedostaju i B i T-limfociti dolazi do nedostatka adenozin deaminaze, retikularne disgeneze i nekih oblika patuljastog rasta
3. poremećaja fagocitoze (defekti pokretanja ćelija, defekti mikrobicidne aktivnosti)
4. poremećaja komplementa (defekti komponenti komplemenata, defekti kontrolnih proteina)

## Sekundarna imunodeficijencija
Sekundarne imunodeficijencije nastaju kao posljedica uzroka izvan imunosnog sustava, češće se pojavljuju od primarnih, a mogu biti uzrokovane pothranjenošću, starenjem, lijekovima (npr. kemoterapija, glukokortikoidi, imunosupresivni lijekovi) ili bolestima koje mogu izravno ili neizravo utjecati na imunosni sustav (npr. leukemija, limfom, multipli mijelom). Najpoznatija sekundarna imunodeficijencija je ona uzrokovana HIV virusom, AIDS. 